# Вернер Хамахер
Вернер Хамахер (на немски: Werner Hamacher) е германски философ, филолог и преводач.

## Биография
Роден е на 27 април 1948 година в Германия. Следва философия, литературознание и история на религиите в Свободния университет на Берлин и Екол нормал сюпериор в Париж. В Париж попада под влиянието на Жак Дерида и Жак Лакан, чиито трудове превежда, както и текстове на Пол де Ман. Издава със свои коментари поезията на Паул Целан. Отговорен редактор е на поредицата Meridian: Crossing Aesthetics в издателството на Станфордския университет. Преподава в Университета „Джонс Хопкинс“, Амстердамския университет, Екол нормал сюпериор в Париж. От 1998 г. е професор в Университета „Йохан Волфганг Гьоте“ във Франкфурт на Майн, а от 2003 г. – в Нюйоркския университет.
Умира на 7 юли 2017 година във Франкфурт на Майн на 69-годишна възраст.